# Departamento de Treinta y Tres
Treinta y Tres es uno de los diecinueve departamentos que componen la República Oriental del Uruguay. Su capital es la homónima Treinta y Tres.
Está ubicado en al este del país, limitando al norte con Cerro Largo, al este con la laguna Merín que lo separa de Brasil, al sur con Lavalleja y Rocha, y al oeste con Florida y Durazno. Con 47 705 habs. en 2023 es el segundo departamento menos poblado —por delante de Flores— y con 5 hab/km² es el menos densamente poblado del país.

## Historia
Estos territorios tuvieron población desde hace varios miles de años, como lo testimonian los numerosos cerritos de indios que se han descubierto distribuidos en el departamento.
El departamento de Treinta y Tres fue constituido por Ley promulgada el 20 de septiembre de 1884 por el presidente Máximo Santos, con territorios pertenecientes a los departamentos de Cerro Largo y Minas (act. Lavalleja). Se bautizó de esta manera en conmemoración a los Treinta y Tres Orientales, que al mando de Juan Antonio Lavalleja, lucharon para independendizar la antigua provincia Oriental, que comprendía el actual estado de Uruguay, del Imperio del Brasil y reunificarla con las demás provincias argentinas.

## Geografía
Ocupa un sector de la penillanura cristalina y de las llanuras del este, en la ribera de la laguna Merín. El relieve está accidentado por un conjunto de elevaciones de escasa altura, como son la cuchilla de Dionisio y la cuchilla de los Ladrones, que aparecen como ramificaciones de la cuchilla Grande, en el noreste del departamento. La zona este es más llana y los materiales cristalinos se recubren de depósitos sedimentarios.
Aunque el departamento está delimitado por ríos como el Tacuarí o el Cebollatí, el río principal del mismo es el Olimar Grande, que se ha formado con aguas del Olimar Chico y el Yerbal Grande. La débil inclinación de la llanura oriental, unido a los cambios del nivel de la laguna Merín dan lugar a extensos bañados y lagunas.
En las márgenes de los ríos y en los de la misma laguna Merín, aprovechando estos bañados, se cultiva arroz, con rendimientos que sirven para abastecer al país y aún exportar productos derivados. Además, se cultivan otros cereales como el trigo, avena, cebada, maíz y caña de azúcar. En las zonas más altas y de peores pastos predomina la ganadería lanar, mientras que en valles y pastos más tiernos lo hace la vacuna.
La capital es la ciudad de Treinta y Tres.

### Orografía
El relieve de Treinta y Tres es prácticamente llano, al oeste es la zona con mayor altitud, con cerros como el del Olimar y el Chato, las principales cuchillas que predominan en esta zona son la Cuchilla Grande y sus ramales, la cuchilla de Palomeque y la cuchilla Olimar.
Al este el relieve es llano, llegando a ser anegadizo en algunas partes de la costa de la laguna Merín. La única cuchilla que atraviesa esta región del departamento es la de Cerro Largo.
En el departamento se encuentra la primera área nacional protegida del país, la Quebrada de los Cuervos se incorporó en el 2008 al Sistema Nacional de Áreas Protegidas (SNAP).

### Hidrografía
Hidrográficamente cuenta con una gran cantidad de ríos, arroyos y lagunas. Los ríos más importantes son el río Cebollatí en la frontera meridional del departamento, con afluentes como el río Olimar, el afluente más importante de este río. Es primordial para la población puesto que la abastece de agua con ayuda de los múltiples afluentes de su cuenca. La importancia del Olimar hace que a los habitantes de Treinta y Tres se les llame "Olimareños", los principales afluentes del Olimar son el río Olimar Chico y arroyos como el Yerbal Grande (por el cual desembocan además el Yerbal Chico y el Yerbalito), el arroyo del Oro (su principal afluente es el de la Lana), Otros afluente importante del Cebollatí es el Parao o Parado (desembocando a través de él los arroyos del Arroyito, el Otazo y el Leoncho entre otros), que baña a la ciudad de Vergara, segunda localidad en población del departamento.
Otro río importante es el Tacuarí sobre la frontera septentrional, con afluentes como la cañada del Buey, el Bañado de Stirling, el Bañado de Navarro y el Bañado de las Nutrias entre otros pequeños arroyos. El Cebollatí y Tacuarí confluyen en la Laguna Merín.

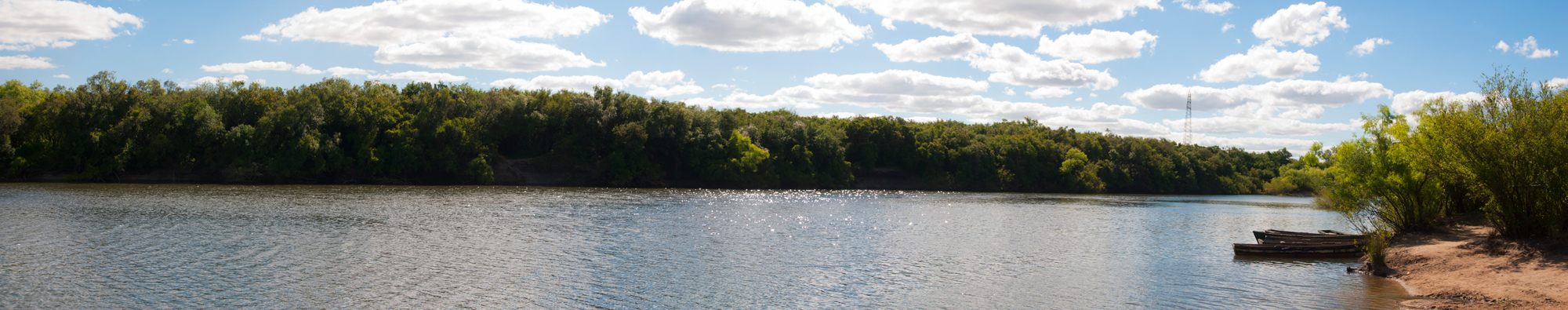
El río Olimar, frente a la ciudad de Treinta y Tres.

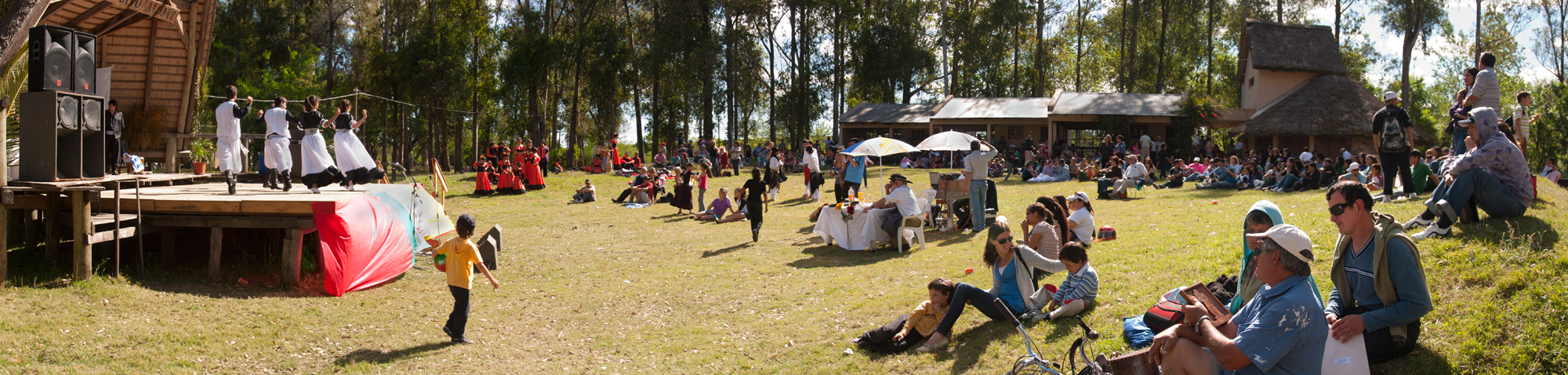
Fiesta en un parque a orillas del río Olimar.

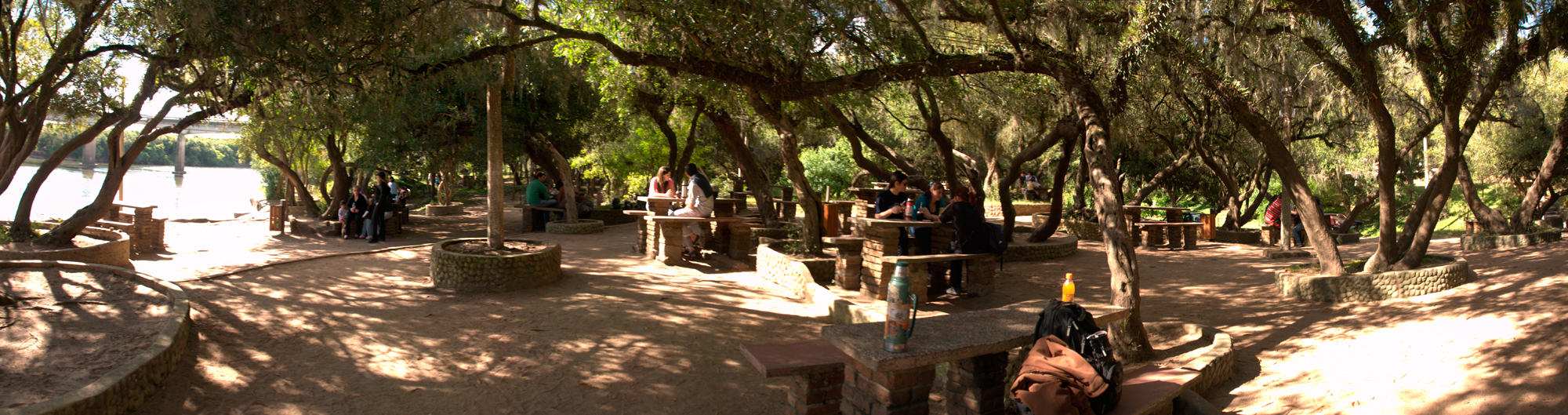
Parque a orillas del río Olimar.

## Gobierno
De acuerdo con el artículo 262 de la Constitución de la República, en materia de administración departamental "el Gobierno y Administración de los Departamentos, con excepción de los servicios de seguridad pública, serán ejercidos por una Junta Departamental y un Intendente. Tendrán su sede en la capital de cada departamento e iniciarán sus funciones sesenta días después de su elección."
Además, "el Intendente es Fuentes, con acuerdo de la Junta Departamental, podrá delegar en las autoridades locales el ejercicio de determinados cometidos en sus respectivas circunscripciones territoriales"(...).

### Ejecutivo
La Intendencia municipal es el órgano ejecutivo del departamento. El Intendente es electo de forma directa con cuatro suplentes, por un período de cinco años con posibilidad de reelección.

### Legislativo
La legislatura está ejercida por una Junta Departamental compuesta de 31 ediles, con tres suplentes cada uno, que acompañan a las listas electorales y son elegidos de forma democrática.Los ediles son los encargados de proponer reformas municipales, decretos e impuestos, así como cualquier otro proyecto que estimen conveniente coordinar con el Intendente. Estos cumplen la función del Poder Legislativo a nivel departamental.

### Municipios

Situación de los municipios en el departamento de Treinta y Tres hasta 2021 (el área en gris corresponde al territorio departamental aún no municipalizado).
1-Municipio de Cerro Chato.
2-Municipio de General Enrique Martínez.
3-Municipio de Rincón.
4-Municipio de Santa Clara de Olimar.
5-Municipio de Vergara.
6-Municipio de Villa Sara.

En el departamento de Treinta y Tres existen a 2021 seis municipios. Los primeros dos municipios fueron creados para las ciudades de Vergara y Santa Clara de Olimar, por Ley n.° 18653 del 15 de marzo de 2010, mientras que los restantes cuatro fueron creados en 2017 por decreto de la Junta Departamental n°20/2017. Estos últimos fueron para las localidades de Cerro Chato, General Enrique Martínez (La Charqueada), Rincón y Villa Sara.
| Mapa | Municipio                | Circunscripción | Superficie (km²) | Población (2011) | Sede                     |
| ---- | ------------------------ | --------------- | ---------------- | ---------------- | ------------------------ |
|      | Cerro Chato              | FDB             |                  |                  | Cerro Chato              |
|      | General Enrique Martínez | FBC             |                  |                  | General Enrique Martínez |
|      | Rincón                   | FBE             |                  |                  | Rincón                   |
|      | Santa Clara de Olimar    | FDA             | 482.4            | 2485             | Santa Clara de Olimar    |
|      | Vergara                  | FBA             | 622.5            | 4065             | Vergara                  |
|      | Villa Sara               | FEA             |                  |                  | Villa Sara               |

Anexo:Alcaldías de Uruguay

## Economía
La economía del departamento se basa principalmente en la ganadería, y también en la agricultura con cultivos destacados de maíz, arroz y otros cereales.
La industria del departamento está básicamente vinculada a la agricultura y a la ganadería, aunque también a las papeleras.

## Infraestructura

### Transporte
El departamento olimareño está equipado con una serie de rutas que lo conectan e interconectan, tanto con el resto del país, como con su propia capital departamental. Esas rutas nacionales son las 7, 8, 17, 18, 19, 91 y 98.
El transporte por ferrocarril se enfoca únicamente en la carga, principalmente madera, a través del tramo Nico Pérez-Río Branco. El pueblo de Valientes, ubicado en el límite con Durazno, posee su estación en el lado duraznense. Sin embargo, la estación junto con el tramo Nico Pérez-Melo están clausurados desde 1991.

## Demografía

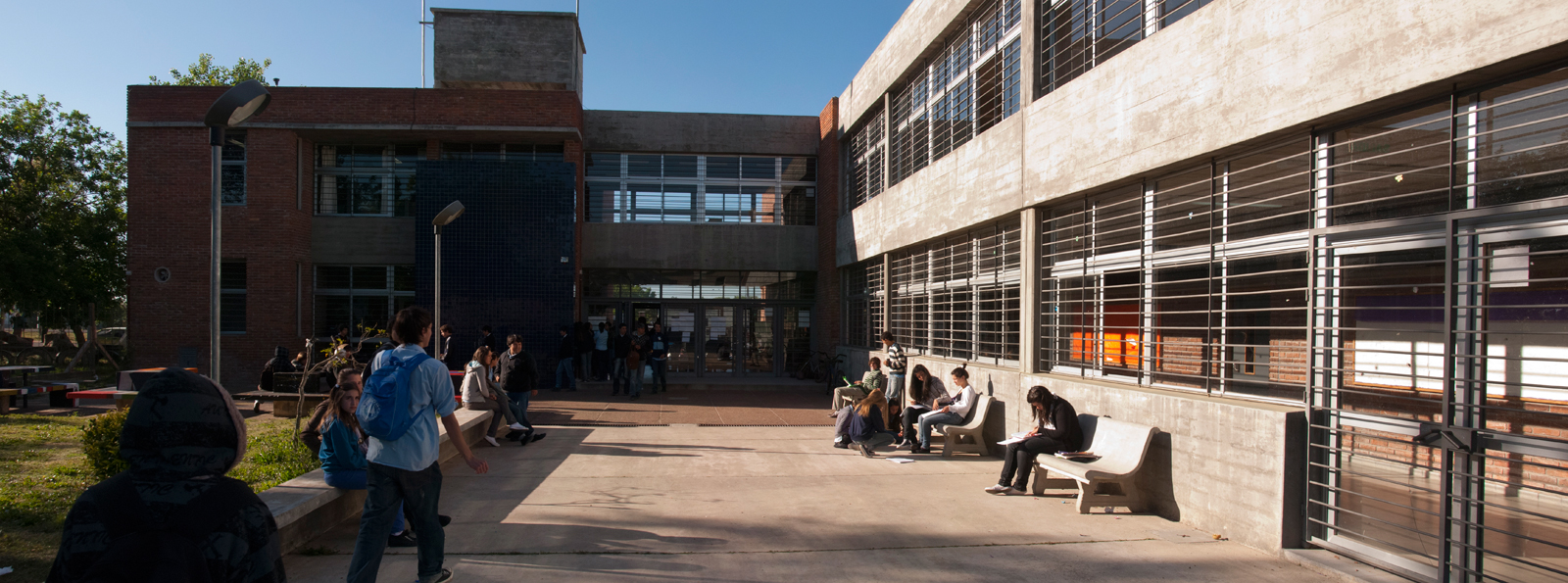
Imagen del Liceo 3 de la ciudad de Treinta y Tres.

La población del departamento ascendía, según el censo de 2004, a 49.318 habitantes, 24.282 hombres y 25.036 mujeres, lo que supone un 1,5% del total del país. Este censo también consigna 19.814 viviendas en el departamento, con una ratio de 2,48 habitantes por vivienda aunque el 33% viven en hogares con 5 o más integrantes.
La natalidad se redujo un 25% en el periodo 1996-2004, quedando situada en el 14,7 por mil en el 2004. Por el contrario, disminuyó la mortalidad infantil en un 10% en el mismo periodo.

### Centros urbanos
Los siguientes son pueblos o ciudades con una población de 1000 o más habitantes según datos del censo del año 2023:
| Ciudad/Pueblo                            | Población |
| ---------------------------------------- | --------- |
| Treinta y Tres                           | 25890     |
| Ejido de Treinta y Tres                  | 7692      |
| Vergara                                  | 3960      |
| Santa Clara de Olimar                    | 2347      |
| General Enrique Martínez (La Charqueada) | 1429      |
| Villa Sara                               | 1309      |
| Cerro Chato                              | 1288      |

Otras localidades con menos de 1000 habitantes son:
| - Estación Rincón (674 hab.) - Arrozal Treinta y Tres (344 hab.) - Isla Patrulla (230 hab.) - Arrocera Zapata (116 hab.) - Valentines (133 hab.) - Mendizábal (82 hab.) - María Albina (68 hab.) - Arrocera San Fernando (72 hab.) | - Arrocera Rincón (62 hab.) - Arrocera Procipa (55 hab.) - El Bellaco (54 hab.) - Arrocera Los Ceibos (49 hab.) - Arrocera Mini (41 hab.) - Arrocera Las Palmas (40 hab.) - Arrocera El Tigre (39 hab.) - Arrocera La Catumbera (34 hab.) | - Arrocera La Querencia (29 hab.) - Arrocera Santa Fe (25 hab.) - Arrocera Los Teros (21 hab.) - Alonso (19 hab.) - Villa Passano (18 hab.) - Puntas del Parao (16 hab.) - Arrocera Bonomo (8 hab.) |

### Salud
En 1986 hubo 970 nacimientos y la tasa anual media de crecimiento durante la década de 1974-1985 fue del 2,46%.
En 1994, la tasa de mortalidad infantil fue del 24,6 por mil (neo-natal: 19,5 por mil y post-natal el 5,1 por mil).
En 1991 se produjeron 434 defunciones, sobre todo a raíz de enfermedades del aparato circulatorio (32,5 %); tumores malignos (22,8 %) y accidentes (3,5 %).
La salud pública cuenta con tres centros asistenciales: uno en la capital, otro en Cerro Chato y el restante en Vergara, que totalizan 197 camas.
En 1993, estos centros registraron 3023 ingresos, con un promedio de 6,1 % días de internación y 115 defunciones, lo que define una tasa de mortalidad del orden del 2,9 %.

## Deporte

### Atletismo
En el departamento existe La Federación Olimareña de Atletismo (FOA), fundada en la ciudad de Treinta y Tres el 4 de febrero de 1991. La FOA está asociada a la Confederación Atlética del Uruguay que a su vez está asociada a la IAAF. Su entrenador desde la fundación ha sido el profesor Yamandú Sosa.

## Olimareños destacados
- Dionisio Díaz - niño héroe (1920 - 1929)
- Luis Hierro Gambardella - ministro (1967), diputado (1955-1967) y senador (1967-1973). (1915 - 1991)
- Luis Hierro López - diputado, senador, ministro y vicepresidente de la República (Partido Colorado) - hijo del anterior
- Wilson Elso Goñi - Intendente de Treinta y Tres, ministro de Transporte y Obras Públicas, presidente de OSE, senador y diputado (1938 - 2009)
- Serafín J. García - escritor (1905 -1985)
- Eustaquio Sosa - poeta y músico (1939 - 2018)
- Pedro Leandro Ipuche - escritor (1889 - 1976)
- José "Pepe" Sasía - futbolista (1933 - 1996)
- Rubén Lena - maestro y escritor (1925 - 1995)
- Braulio López - músico
- Pepe Guerra - músico
- Darío Silva - futbolista
- Manuel Quintela - médico (1965 - 1928). El Hospital de Clínicas de Montevideo lleva su nombre.
- Julio C. Da Rosa - escritor (1920 - 2001)